# Premier Division 2004 (Irlanda)
L'edizione 2004 della League of Ireland Premier Division è stata vinta per la dodicesima volta dallo Shelbourne.
Il campionato venne disputato da 10 squadre che si affrontarono 4 volte ciascuna, per un totale di 36 giornate.

## Classifica finale
|  |     | Classifica finale 2004 | Pt | G  | V  | N  | P  | GF | GS | DR  |
|  | --- | ---------------------- | -- | -- | -- | -- | -- | -- | -- | --- |
|  | 1.  | Shelbourne             | 68 | 36 | 19 | 11 | 6  | 57 | 37 | +20 |
|  | 2.  | Cork City              | 65 | 36 | 18 | 11 | 7  | 52 | 32 | +20 |
|  | 3.  | Bohemians              | 60 | 36 | 15 | 15 | 6  | 51 | 30 | +21 |
|  | 4.  | Drogheda Utd           | 52 | 36 | 15 | 7  | 14 | 45 | 43 | +2  |
|  | 5.  | Waterford United       | 50 | 36 | 14 | 8  | 14 | 44 | 49 | -5  |
|  | 6.  | Longford Town          | 46 | 36 | 11 | 13 | 12 | 32 | 34 | -2  |
|  | 7.  | Derry City             | 44 | 36 | 11 | 11 | 14 | 23 | 32 | -9  |
|  | 8.  | St Patrick's           | 42 | 36 | 11 | 9  | 16 | 38 | 49 | -11 |
|  | 9.  | Shamrock Rovers        | 38 | 36 | 10 | 8  | 18 | 41 | 47 | -6  |
|  | 10. | Dublin City            | 25 | 36 | 6  | 7  | 23 | 39 | 69 | -30 |

### Verdetti
- Shelbourne campione d'Irlanda 2004.
- Shelbourne ammesso al primo turno di qualificazione alla UEFA Champions League 2005-2006.
- Cork City e Longford Town[2] ammesse al primo turno preliminare di Coppa UEFA 2005-2006.
- Bohemians ammesso al primo turno di Coppa Intertoto 2005.
- Dublin City retrocesso in FAI First Division.

## Statistiche

### Squadre
- Maggior numero di vittorie:  Shelbourne (19)
- Minor numero di sconfitte:  Shelbourne e  Bohemians (6)
- Miglior attacco:  Shelbourne (57 gol fatti)
- Miglior difesa:  Bohemians (30 gol subiti)
- Miglior differenza reti:  Bohemians (+21)
- Maggior numero di pareggi:  Bohemians (15)
- Minor numero di pareggi:  Drogheda Utd e  Dublin City (7)
- Maggior numero di sconfitte:  Dublin City (23)
- Minor numero di vittorie:  Dublin City (6)
- Peggior attacco:  Derry City (23 gol fatti)
- Peggior difesa:  Dublin City (69 gol subiti)
- Peggior differenza reti:  Dublin City (-30)

### Classifica marcatori
|  | Gol | Marcatore      | Squadra          |
|  | --- | -------------- | ---------------- |
|  | 25  | Jason Byrne    | Shelbourne       |
|  | 19  | Glen Crowe     | Bohemians        |
|  | 14  | Declan O'Brien | Drogheda Utd     |
|  | 14  | Daryl Murphy   | Waterford United |
|  | 13  | Kevin Doyle    | Cork City        |
|  | 12  | John O'Flynn   | Cork City        |